# Sundarganj
Sundarganj è un sottodistretto (upazila) del Bangladesh situato nel distretto di Gaibandha, divisione di Rangpur. Si estende su una superficie di 426,52 km² e conta una popolazione di  461.920 abitanti (censimento 2011).